# Pietro Speciale
Pietro Speciale (Palermo, 29 de setembro de 1876 – 9 de novembro de 1945) foi um esgrimista italiano, hexacampeão olímpico.
Pietro Speciale representou seu país nos Jogos Olímpicos de Verão de 1912 e 1920. Conseguiu a medalha de ouro no florete por equipes e prata no individual.